# Museo Vázquez Díaz
El museo «Vázquez Díaz», también conocido como el Centro de Arte Moderno y Contemporáneo Daniel Vázquez Díaz, es una institución cultural con sede en el municipio español de Nerva, en la provincia de Huelva, que acoge una amplia colección de obras del pintor Daniel Vázquez Díaz. Por sus características el museo constituye uno de los centros expositivos más importantes de la provincia onubense. 

## Información
El museo tiene su sede en un edificio de moderno diseño, obra del arquitecto Julio Sánchez Prieto, que fue inaugurado en 1999. Dispone de una amplia colección de obras del pintor nervense Daniel Vázquez Díaz (1882-1969), entre los que se incluyen lienzos de la colección «Poemas del Descubrimiento». Sus fondos contienen, así mismo, un valioso conjunto de pinturas, esculturas y fotografía tanto de carácter local como procedente de otros autores.